# 아크릴 (기업)
주식회사 아크릴(Acryl)은 MLOps(Machine Learning Operations) 전문 플랫폼 기업이다.

## 역사
2011년 설립됐다.
2018년 LG전자가 지분투자를 하였다.
2025년 주관사를 신한투자증권으로 상장을 추진중이다.

## 제품
- 조나단(Jonathan): 인공지능 개발부터 운영까지 전주기를 지원하는 MLOps/LLMOps 플랫폼[8]
- 나디아(NADIA): 의료 데이터를 효율적으로 관리하는 의료정보시스템[9]
- 아름(A-LLM): 산업 특화 대형언어모델(LLM) 및 관련 솔루션[10]

## 수상
대한민국 SW대상 국무총리상과 디지털 미래혁신대상을 수상한 적이 있다.